# Стаббинс, Альберт
Альберт Стаббинс (англ. Albert Stubbins; 17 июля 1920, Уолсенд, Тайн и Уир, Великобритания, — 28 декабря 2002) — английский футболист, центральный нападающий.

## Биография
Воспитывался в США. Профессиональную карьеру начал в 1937 году в клубе «Ньюкасл Юнайтед». Сыграл за него 30 официальных игр и забил 6 мячей. Во время войны забил 188 мячей в 231 игре (в связи с перерывом в чемпионате данные матчи классифицируются как товарищеские).
В 1946 году «Ливерпуль» предложил ему контракт на сумму 12 500 фунтов стерлингов, ставшую рекордной в истории клуба. Одновременно Стаббинса пригласил к себе главный соперник «Ливерпуля» — «Эвертон». Стаббинс решил бросить монету, и в результате оказался в «Ливерпуле». Монета же по решению менеджера клуба Джорджа Кея была впоследствии заключена в рамку, как сыгравшая важную роль в истории команды. Стаббинс дебютировал за «Ливерпуль» 14 сентября в матче против «Болтон Уондерерс». Игра закончилась со счетом 3:1 в пользу «Ливерпуля» — на 82-й минуте один из мячей забил Стаббинс.
Именно переходу в «Ливерпуль» Стаббинс обязан своей славой и успехом; в сезоне 1946/47 Стаббинс забил 28 мячей (24 из них — в английском чемпионате, разделив вместе с Джеком Балмером титул лучшего бомбардира клуба). Во многом именно благодаря Стаббинсу «Ливерпуль» стал чемпионом впервые с 1923 года.
В следующем сезоне Стаббинс вновь забил 24 мяча. В сезоне 1948/49 из-за контрактных споров он стал реже выступать за команду. В 1950 году «Ливерпуль» впервые в истории играл на «Уэмбли» в финале кубка Англии — в этом была заслуга и Стаббинса — но проиграл «Арсеналу» со счётом 2:0.
Травмы вынудили Стаббинса уйти из спорта в 1953 году, после того, как он забил за «Ливерпуль» 83 мяча в 178 играх (1 мяч в 2,1 играх). При такой высокой результативности тем удивительнее факт, что Уолтер Уинтерботтом не обращал на Стаббинса никакого внимания — Стаббинс играл за сборную лишь один раз, в 1945 году в неофициальном матче против Уэльса (Англия проиграла 0:1).
После завершения карьеры Стаббинс стал спортивным журналистом, хотя в 1960 году он недолго работал тренером полупрофессиональной американской команды «Нью-Йорк Американс».
Умер в 2002 году после непродолжительной болезни.

## Память
- «The Beatles» поместили Стаббинса в числе других знаменитостей на обложку альбома «Sgt. Pepper’s Lonely Hearts Club Band» — он единственный футболист, удостоенный такой чести.
- В его честь назван фан-клуб «Ливерпуля».
- Стаббинс является одним из персонажей романа Стивена Бакстера «Корабли времени».

## Статистика выступлений
| Клуб      | Сезон   | Лига | Лига | Кубки | Кубки | Еврокубки | Еврокубки | Другие | Другие | Итого | Итого |
| Клуб      | Сезон   | Игры | Голы | Игры  | Голы  | Игры      | Голы      | Игры   | Голы   | Игры  | Голы  |
| --------- | ------- | ---- | ---- | ----- | ----- | --------- | --------- | ------ | ------ | ----- | ----- |
| Ливерпуль | 1946-47 | 36   | 24   | 6     | 4     | 0         | 0         | 0      | 0      | 42    | 28    |
| Ливерпуль | 1947-48 | 40   | 24   | 2     | 2     | 0         | 0         | 0      | 0      | 42    | 26    |
| Ливерпуль | 1948-49 | 15   | 6    | 3     | 1     | 0         | 0         | 0      | 0      | 18    | 7     |
| Ливерпуль | 1949-50 | 28   | 10   | 7     | 1     | 0         | 0         | 0      | 0      | 35    | 11    |
| Ливерпуль | 1950-51 | 23   | 6    | 1     | 0     | 0         | 0         | 0      | 0      | 24    | 6     |
| Ливерпуль | 1951-52 | 12   | 5    | 0     | 0     | 0         | 0         | 0      | 0      | 12    | 5     |
| Ливерпуль | 1952-53 | 5    | 0    | 0     | 0     | 0         | 0         | 0      | 0      | 5     | 0     |
| Ливерпуль | Итого   | 159  | 75   | 19    | 8     | —         | —         | —      | —      | 178   | 83    |